# Вільям Нджобву
Вільям Нджобву (англ. William Njobvu, нар. 4 березня 1987, Лусака) — замбійський футболіст, що грав на позиції півзахисника. Виступав за низку замбійських і закордонних клубів, а також національну збірну Замбії.

## Клубна кар'єра
У 2006 році Вільям Нджобву розпочав виступи на футбольних полях у складі команди «Лусака Дайнамос», в якій грав до 2008 року. Протягом 2009 року футболіст грав у складі клубу «Занако».
У 2009 році Нджобву став гравцем ізраїльського клубу «Хапоель» (Кір'ят-Шмона), у складі якого грав до 2012 року. У складі кір'ят-шмонського «Хапоеля» замбієць став гравцем основного складу команди, та в сезоні 2011—2012 років став у складі команди чемпіоном Ізраїлю. У 2012 році гравець перейшов до іншого ізраїльського клубу «Хапоель» (Беер-Шева), проте в ньому гравцем основного складу не став, та в 2013 році став гравцем кіпрського клубу «Еносіс». У 2014 році замбійський півзахисник знову перейшов до ізраїльського клубу, цього разу до «Бейтар» (Тель-Авів-Рамла), в якому грав до 2015 року.
У 2015 році Вільям Нджобву повернувся на батьківщину, де став гравцем клубу «Пауер Дайнамос». У 2016 році футболіст грав у складі клубу «Кабве Ворріорс», а в 2017 році захищав кольори клубу «Нейшенл Ассемблі». У 2019 році Нджобву перейшов до клубу «Нквазі», а з 2019 до 2022 удруге за кар'єру став гравцем клубу «Занако», після чого завершив виклики на футбольних полях.

## Виступи за збірні
У 2007 році Вільям Нджобву грав у складі молодіжної збірної Замбії на тогорічному молодіжному чемпіонаті світу. У цьому ж році Нджобву дебютував у складі національної збірної Замбії. У складі збірної футболіст був учасником Кубка африканських націй 2006 року в Єгипті, Кубка африканських націй 2008 року у Гані, Кубка африканських націй 2010 року в Єгипті, Кубка африканських націй 2013 року у ПАР. У складі збірної Нджобву грав до 2013 року, загалом провів у її складі 22 матчі, забивши один гол.

## Титули і досягнення
- Чемпіон Ізраїлю (1):

«Хапоель» (Кір'ят-Шмона): 2011–2012